# Planinski vodenjak
Planinski vodenjak (Ichthyosaura alpestris) pripada porodici daždevnjaka, redu caudata odnosno repaša, u razredu vodozemaca.

## Opis vrste
U vrijeme parenja u proljeće mužjaci, dugi do 9 cm, imaju leđa obojena plavkasto. Bokovi su točkasti crno - bijelo, a prema trbuhu oivičeni plavom prugom. Plitki leđni češalj je izmjenično žućkasto crno pjegav. Ženke, velike do 12 cm, u tom je razdoblju u svojoj "vodenoj" odjeći, marmorirane tamno sivo - smeđe - zelenkasto, imaju nešto manje izraženu pjegavost bokova. Oba spola imaju trbuh obojen svijetleće narančasto do cinober crveno, i obično bez pjega, jednobojan. Kad završi razdoblje mriještenja, od svibnja, oba spola napuštaju vodu i polako ponovo dobivaju svoje jednostavne, manje upadljive "kopnene" boje. One se odlikuju tamnijom, gotovo crnom gornjom stranom. Trbuh ostaje i dalje narančast, ali manje intenzivne boje nego u vrijeme parenja.

## Životni prostor, način života
Brdski, odnosno planinski vodenjak je tipični stanovnik vlažnih šuma brežuljkastih do brdovitih područja, često zajedno s manjim, nježnijim i rjeđim končastim vodenjakom. Nema ga u područjima bez šuma. Uz guste, listopadne šume, često živi i na područjima koja liče na parkove i u vrtovima koji nisu previše njegovani. Planinski vodenjak je, osim u vrijeme parenja, noćna kopnena životinja. Po danu se zadržava na različitim sjenovitim mjestima, često pod kamenjem ili drvom. Noću love kišne gliste, kukce i druge male životinjice. Glavni prirodni neprijatelji su im ribe koje se hrane njihovim ličinkama.
Nakon buđenja iz zimskog mirovanja, u veljači ili ožujku, planinski vodenjaci odmah kreću prema najbližoj vodi. To može biti šumska mlaka, jezerce ili potočić, koji su hladni i mogu biti bez vegetacije. Ženka može u sezoni parenja položiti do 250 jaja. Stražnjom nogom oblikuje "džep" od biljke ili opalog lista, i u njega položi jedno jajašce. Razvoj embria traje dva do tri tjedna, ovisno o temperaturi vode.

## Stanište i rasprostranjenost
Planinski vodenjak živi u gorskim i planinskim staništima, na nadmorskim visinama do 2500 m. No, nerijetko obitava i u nizinama. Stanište su mu hladne, bistre vode, u sjeni, s manje vodene vegetacije. U vodi se zadržavaju uglavnom pri dnu, kako odrasli tako i ličinke.
Životno područje obuhvaća središnju i jugoistočnu Europa te sjever Iberijskog poluotoka. Države u kojima ih se može pronaći su Ukrajina, Rumunjska, Bugarska, Bosna i Hercegovina, Grčka, Albanija, Makedonija, Makedonija, Srbija, Crna Gora, Hrvatska, Mađarska, Slovačka, Poljska, Italija, Slovenija, Švicarska, Austrija, Njemačka, Češka, Danska, Francuska, Luksemburg, Belgija i Nizozemska.

## Prehrana
Ličinke planinskog vodenjaka se hrane račićima, vodenim kukcima i mekušcima, mladi se hrane grinjama, lažištipavcima i skokunima, dok se odrasli hrane gujavicama, mekušcima, kornjašima, mravima, leptirima i muhama te njihovim ličinkama.

## Predatori
Na kopnu ih jedu gmazovi, ptice i sisavci.

## Zakonska zaštita
Ichthyosaura alpestris je zaštićen Bernskom konvencijom (Appendix III, zaštićena vrsta) i europskom direktivom o zaštiti staništa i vrsta. U Europskoj uniji nezakonito je loviti, posjedovati ili rukovati velikim vodenjacima bez posebne dozvole. Isto tako, zabranjeno je njihovo ubijanje ili nanošenje štete njima ili području u kojem žive. 
Planinski vodenjak na popisu je zaštićenih vrsta u Republici Hrvatskoj. Štiti ga Pravilnik o proglašavanju divljih svojti zaštićenim i strogo zaštićenim (NN 07/06), gdje je naznačen kao "strogo zaštićena svojta".

## Drugi projekti
|  | Zajednički poslužitelj ima stranicu o temi Planinski vodenjak    |
|  | Zajednički poslužitelj ima još gradiva o temi Planinski vodenjak |
|  | Wikivrste imaju podatke o taksonu Planinskom vodenjaku           |